# Obłęd pasożytniczy
Obłęd pasożytniczy (także: parazytoza urojeniowa, zespół Ekboma, halucynoza pasożytnicza, halucynoza dotykowa) – zaburzenie psychiczne, w przebiegu którego chory ma silne poczucie, że jest zarażony żywymi bądź nieożywionymi pasożytami, owadami albo innymi drobnymi stworzeniami. W rzeczywistości pasożyty te u pacjenta nie występują. Chorzy zazwyczaj skarżą się również na uczucie drążących pod skórą parazytów, najczęściej pod postacią mrowienia. W rzeczywistości są to omamy bądź objawy innej choroby somatycznej. 
Według nomenklatury ICD-10, jeśli u pacjenta dominuje silne przekonanie (urojenie), że jest zakażony, bez współwystępujących omamów czucia poruszających się w ciele pasożytów, chorobę można zaliczyć do organicznych zaburzeń urojeniowych. Jeśli dominują omamy czucia ustrojowego, a urojenia pasożytów w ciele są tylko ich interpretacją, stawia się rozpoznanie halucynozy organicznej.
Rozwija się najczęściej na podłożu organicznego uszkodzenia OUN, występuje także u osób uzależnionych od metamfetaminy. 
Na to zaburzenie najczęściej cierpią samotne kobiety w starszym wieku, pozostające w społecznej izolacji, o niskim statusie socjoekonomicznym i bez wykształcenia. Występuje we wszystkich kulturach, niezależnie od rasy.
W leczeniu stosuje się pimozyd, atypowe leki przeciwpsychotyczne, oraz SSRI.
Opisana po raz pierwszy przez szwedzkiego neurologa Karla Axela Ekboma (autora opisu zespołu niespokojnych nóg, znanego też jako zespół Wittmaacka-Ekboma).